# Агбонлахор, Габриэль
Габриэ́ль Имуэтиня́н Агбонлахо́р (англ. Gabriel Imuetinyan Agbonlahor; род. 13 октября 1986, Эрдингтон, Бирмингем) — английский футболист, нападающий. Агбонлахор является воспитанником футбольной академии «Астон Виллы».

## Клубная карьера

### Ранние годы
Его происхождение является смешанным: он наполовину нигериец и наполовину шотландец. В подростковом возрасте Агбонлахор перешёл в футбольную академию «Астон Виллы». Его первым сезоном в академии «Виллы» стал сезон 2002/03, в котором он забил 9 мячей в 18 матчах. В сезоне 2003/04 он забил 35 мячей в 29 матчах, результат, сравнимый с рекордом Дариуса Васселла, забившего 38 мячей в сезоне 1997/98. В сезоне 2004/05 он стал периодически играть за резервный состав «Астон Виллы», продолжая выступления за молодёжную команду, за которую в этом сезоне забил 18 мячей в 22 матчах. Таким образом, за 71 матч в молодёжной команде «Астон Виллы» он забил 62 гола.
С 2003 по 2006 год Агбонлахор провёл 37 матчей за резервистов «Астон Виллы», забив 19 мячей, в том числе хет-трик в ворота американского голкипера Тима Ховарда в матче против резервной команды «Манчестер Юнайтед», завершившимся со счётом 3:0.
Первый опыт игры за основной состав Агбонлахор получил в октябре 2005 года, когда он перешёл в «Шеффилд Уэнсдей» на правах аренды на два месяца.

### Астон Вилла
Агбонлахор дебютировал в Премьер-лиге 18 марта 2006 года в матче против «Эвертона» на «Гудисон Парк». Ему удалось забить мяч в своём дебютном матче на 63-й минуте встречи, но это не спасло «Виллу» от поражения со счётом 4:1. В сезоне 2017/2018 он сыграл 6 матчей и забил один гол. Свой последний матч за «Астон Виллу» он сыграл 23 декабря 2017 года против «Шеффилд Юнайтед». В марте 2019 года нападающий заявил об окончании карьеры профессионального футболиста.

## Карьера в сборной
20 сентября 2006 года Агбонлахор получил приглашение сыграть за молодёжную сборную Нигерии до 20 лет в матче против Руанды. Он отказался от этого предложения, хотя не стал полностью отрицать возможность в будущем сыграть за сборную Нигерии. Однако позднее он стал связывать своё будущее со сборной Англии.
28 сентября 2006 года Агбонлахор получил первый вызов в молодёжную сборную Англии (до 21 года), а 6 октября вышел на замену в матче против молодёжной сборной Германии.
В сентябре 2007 года Стюарт Пирс вызвал Агбонлахора в состав молодёжной сборной Англии. Габриэль забил свой первый гол за молодёжную сборную Англии в ворота молодёжной сборной Черногории, в котором англичане выиграли со счётом 3:0.
1 февраля 2008 года Фабио Капелло опубликовал список 23 футболистов сборной Англии на матч против сборной Швейцарии, в который был включён и Агбонлахор, хотя из-за травмы подколенного сухожилия он пропустил эту встречу.
Агбонлахор вызывался также на матчи сборной Англии против сборной США и Тринидада и Тобаго в мае-июне 2008 года, но так и не вышел на поле.
15 ноября 2008 года он вновь получил вызов в сборную от Фабио Капелло на предстоящий матч против сборной Германии, вместе с тремя своими одноклубниками по «Астон Вилле», Эшли Янгом, Кертисом Дэвисом и Гаретом Барри. 19 ноября он вышел в стартовом составе сборной Англии против сборной Германии и провёл на поле 76 минут. Партнёр Агбонлахора по сборной Джон Терри высоко отметил выступление Габриэля в этом матче, сказав в послематчевом интервью, что «играть против Агбонлахора настоящий кошмар».

## Достижения
«Астон Вилла»
- Серебряный медалист Молодёжного кубка Англии: 2003/04
- Победитель Международного футбольного турнира: 2005
- Молодой футболист сезона «Астон Виллы»: 2006/07, 2007/08
- Молодой футболист сезона «Астон Виллы» по версии футболистов: 2006/07, 2007/08
- Лучший бомбардир «Астон Виллы»: 2006/07
- Игрок месяца английской Премьер-лиги: ноябрь 2007

## Статистика

### Клубная статистика
| Клуб             | Сезон            | Лига  | Лига | Кубок Англии | Кубок Англии | Кубок лиги | Кубок лиги | Еврокубки | Еврокубки | Итого | Итого |
| Клуб             | Сезон            | Матчи | Голы | Матчи        | Голы         | Матчи      | Голы       | Матчи     | Голы      | Матчи | Голы  |
| ---------------- | ---------------- | ----- | ---- | ------------ | ------------ | ---------- | ---------- | --------- | --------- | ----- | ----- |
| Уотфорд          | 2005/06          | 2     | 0    | 0            | 0            | 0          | 0          | 0         | 0         | 2     | 0     |
| Уотфорд          | Итого            | 2     | 0    | 0            | 0            | 0          | 0          | 0         | 0         | 2     | 0     |
| Шеффилд Уэнсдей  | 2005/06          | 8     | 0    | 0            | 0            | 0          | 0          | 0         | 0         | 8     | 0     |
| Шеффилд Уэнсдей  | Итого            | 8     | 0    | 0            | 0            | 0          | 0          | 0         | 0         | 8     | 0     |
| Астон Вилла      | 2005/06          | 9     | 1    | 0            | 0            | 0          | 0          | 0         | 0         | 9     | 1     |
| Астон Вилла      | 2006/07          | 38    | 9    | 1            | 0            | 3          | 1          | 0         | 0         | 42    | 10    |
| Астон Вилла      | 2007/08          | 37    | 11   | 1            | 0            | 2          | 0          | 0         | 0         | 40    | 11    |
| Астон Вилла      | 2008/09          | 36    | 12   | 2            | 0            | 1          | 0          | 9         | 1         | 48    | 13    |
| Астон Вилла      | 2009/10          | 36    | 13   | 2            | 1            | 6          | 2          | 2         | 0         | 46    | 16    |
| Астон Вилла      | 2010/11          | 26    | 3    | 3            | 0            | 2          | 1          | 1         | 1         | 32    | 5     |
| Астон Вилла      | 2011/12          | 33    | 5    | 2            | 1            | 1          | 0          | 0         | 0         | 36    | 6     |
| Астон Вилла      | 2012/13          | 28    | 9    | 1            | 0            | 4          | 3          | 0         | 0         | 33    | 12    |
| Астон Вилла      | 2013/14          | 30    | 4    | 0            | 0            | 1          | 0          | 0         | 0         | 31    | 4     |
| Астон Вилла      | Итого            | 273   | 67   | 12           | 2            | 20         | 7          | 12        | 2         | 317   | 78    |
| Всего за карьеру | Всего за карьеру | 283   | 67   | 12           | 2            | 20         | 7          | 12        | 2         | 327   | 78    |

### Матчи за сборную Англии
| Матчи и голы Габриэля Агбонлахора за сборную Англии | Матчи и голы Габриэля Агбонлахора за сборную Англии | Матчи и голы Габриэля Агбонлахора за сборную Англии | Матчи и голы Габриэля Агбонлахора за сборную Англии | Матчи и голы Габриэля Агбонлахора за сборную Англии | Матчи и голы Габриэля Агбонлахора за сборную Англии | Матчи и голы Габриэля Агбонлахора за сборную Англии |
| №                                                   | Дата                                                | Место проведения                                    | Соперник                                            | Счёт                                                | Голы                                                | Соревнование                                        |
| --------------------------------------------------- | --------------------------------------------------- | --------------------------------------------------- | --------------------------------------------------- | --------------------------------------------------- | --------------------------------------------------- | --------------------------------------------------- |
| 1                                                   | 19 ноября 2008                                      | Олимпийский стадион, Берлин                         | Германия                                            | 2:1                                                 | -                                                   | Товарищеский матч                                   |
| 2                                                   | 11 февраля 2009                                     | Рамон Санчес Писхуан, Севилья                       | Испания                                             | 0:2                                                 | -                                                   | Товарищеский матч                                   |
| 3                                                   | 14 октября 2009                                     | Уэмбли, Лондон                                      | Беларусь                                            | 3:0                                                 | -                                                   | Квалификация ЧМ 2010                                |

Итого: 3 матча / 0 голов; 2 победы, 0 ничьей, 1 поражение